# William Horatio Clarke
William Horatio Clarke (Newton, Massachusetts, 8 de març de 1840 - 1913) fou un organista estatunidenc. Fou organista, successivament a Norwood, Dedham, Boston i Woburn, traslladant-se més tard a Dayton (Ohio), on fou anomenat superintendent de les escoles públiques. En el Clarigold Hall de Reading (Massachusetts) funda una famosa capella de música, a la que dotà d'un magnífic orgue, obra seva. A més, va col·laborar en diaris i revistes musicals. A més de nombroses antífones i motets publicà:
- Harmonic School for the Organ (1878)
- Organ Collection for hurch Service (1879);
- Anthems and Responses (1879);
- Short Organ Gems (1886);
- The Organist's Retrospect (1896);
- Cheerful Phylosophy for Thoughtful Invalids (1896);
- The Art of Transparent Water Coloring (1902);
- New Method for Reed Organe (1901);
- Short Service Preludes (1903);
- Valuable Organ Information (1904)
- Artistíc Information for Reed Òrgans (1905);
- Artistic Method for Reed Organs (1905);
- How to use organ stops and pedals (1908);
- Standard Organ Building  (1909);
- A Cloister Reverie (1909).